# Akademio Internacia de la Sciencoj
De Akademio Internacia de la Sciencoj (AIS) was een academie of wetenschappelijke vereniging. De naam van AIS is in het Esperanto, een kunsttaal bedoeld als internationale hulptaal.
De vereniging werd eind 2020 opgeheven.

## Geschiedenis
AIS werd opgericht op initiatief van wetenschappers uit verschillende landen, zoals Helmar Frank, Humphrey Tonkin, en Reinhard Selten. De academie werd opgericht in 1983 en had haar eerste zitting begin 1984 in de stad San Marino. Nadat de San Marinese kaderwet over het hoger onderwijs van kracht werd kon AIS officieel gesticht worden op 13 september 1985, in aanwezigheid van de Capitano Reggente.
De San Marinese overheid gaf aanvankelijk belangrijke morele steun aan AIS. Toen echter  de università degli studi werd opgericht in San Marino in 1988, kreeg deze meer belang dan AIS. Deze laatste concentreerde zich dan vooral op werking in het buitenland. Zittingen en zomercursussen vonden plaats in Bulgarije, Korea, Tsjechië, Duitsland, Frankrijk, Italië, Polen, Roemenië, Rusland, Slovakije en Zweden.

## Graden
De toegekende graden omvatten:
- Bakalaŭro (Bac.); gelijkwaardig met een  Bachelor's graad, twee of drie jaar studie vereisend;
- Magistro (Mag.); gelijkwaardig met een Master's graad, twee jaar vereisend na de bachelor studie;
- Doktoro (Dr); gelijkwaardig met een Doctor of Philosophy
- Habilita doktoro (Dr. habil.); gelijkwaardig met Doctor habilitatus, die een post-doctorale graad is, in meerdere landen in Europa gebruikelijk.

## Structuur
De AIS is onderverdeeld in volgende vier secties:
- Wetenschappelijke sectie (SciS)
- Technologische sectie (TeS)
- Artistieke sectie (ArS)
- Ondersteunende sectie (SubS)

De wetenschappelijke sectie bestaat uit zes faculteiten. Haar structuur steunt op een strikt filosofisch systeem, gebaseerd op twee criteria:
- De basisbenadering gebruikt door een wetenschappelijke discipline, hetzij idiografisch (beschrijvend) hetzij nomothetisch (voorspellend), als voorgesteld door Wilhelm Windelband;
- De positie van het object van wetenschappelijk onderzoek in Karl Popper's "drie werelden": de uitwendige wereld zoals met de zintuigen waargenomen, de mentale wereld en de wereld van de abstracties.

Dit leidt naar een verdeling in zes secties:
|          | nomothetisch              | idiografisch                |
| -------- | ------------------------- | --------------------------- |
| Wereld 1 | natuurwetenschapen        | morfologische wetenschappen |
| Wereld 2 | cybernetica               | geesteswetenschappen        |
| Wereld 3 | structurele wetenschappen | filosofie                   |

Aan het hoofd van elke faculteit staat een decaan; een faculteit bestaat uit drie of vier departementen, elk met een eigen hoofd.  In de natuurwetenschappelijke sectie bestaat een hiërarchie tussen de medewerkers.
| Niveau van lidmaatschap      | Titel                                                                 |
| ---------------------------- | --------------------------------------------------------------------- |
| Volwaardige leden (MdAIS)    | Hoogleraars (OProf)                                                   |
| Geassocieerde leden (AMdAIS) | Geassocieerde hoogleraars (AProf) en onafhankelijke lectoren (PDoc)   |
| Adjuncten (AdAIS)            | Geassocieerde lectoren (ADoc) en wetenschappelijke assistenten (ASci) |

## Principes
AIS steunt zich op drie beginselen die volgens de leden onvoldoende ondersteund worden in andere universiteiten:
1. De afwezigheid van elke culturele en taalkundige vervorming niet alleen naar wetenschappelijke inhoud maar ook in de manier van onderwijzen van deze inhoud. Teneinde dit doel zo dicht mogelijk te bereiken houdt AIS haar zittingen en zomercursussen in een neutrale taal, thans in het Esperanto[6]. Studenten schrijven hun proefschrift parallel in twee talen : Esperanto en een tweede taal naar eigen keuze (meestal  hun moedertaal). Wetenschappelijke verhandelingen worden eveneens vaak gepubliceerd in twee talen om de invloed van de taal te beperken op de logica van het werk.
2. Studeren op verschillende plaatsen. De studenten worden aangemoedigd om een deel van hun studies in het buitenland te verrichten, of ten minste ook tijdens de zomercursussen van AIS, teneinde in contact te komen met andere culturen.
3. Interdisciplinariteit, intens  contact en wetenschappelijke uitwisseling tussen de faculteiten en wetenschappelijke takken. Om dit te bereiken moeten andere faculteiten vertegenwoordigd zijn in examencommissies, en studenten krijgen maximale vrijheid om hun minor te kiezen.

## Leden
In 2006 telde AIS ongeveer 250 wetenschappers, waaronder iets minder dan 50 volwaardige leden, met inbegrip van medestichter Reinhard Selten.
Ongeveer 300 wetenschappers dragen bij tot AIS als leden van het Internacia Scienca Kolegio, afgekort ISK (Internationaal Wetenschappelijk College). Zij zijn niet actief als docent voor AIS maar zijn ter beschikking om advies te verstrekken over proefschriften en over gelijkaardige zaken. Kennis van Esperanto is een voorwaarde om lid te zijn van ISK (evenals van AIS).
De huidige rector is Fabrizio Angelo Pennacchietti, een Italiaans orientalist, gegradueerde  van  de Sapienza-Universiteit te Rome.